# Rune Grönjord
Rune Bertil Grönjord, född 21 april 1934 i Enskede församling i Stockholm, är en svensk målare och grafiker. Från 1959 gift med textilkonstnären Rigmor Grönjord.

## Biografi
Grönjord studerade konst vid Académie Libre och vid Konsthögskolans grafiska avdelning i Stockholm 1964–1969. Separat har han ställt ut i bland annat Stockholm, Göteborg, Karlstad, Norrköping och Malmö.[källa behövs] Han har medverkat i svenska representationsutställningar i Kenya, Tanzania, Tyskland, Österrike och USA.[källa behövs] Hans konst består av naturromantiska svenska landskap. Grönjord finns representerad vid Moderna Museet, Göteborgs konstmuseum, Kalmar konstmuseum, Malmö museum, Helsingborgs museum, Borås konstmuseum, Kristianstads museum, Norrköpings konstmuseum, Örebro läns landsting, Gustav VI Adolfs samling, Minneapolis Institute of Art, samt vid University of Wisconsin.[källa behövs]